# Atkins (Arkansas)
Atkins – miasto w Stanach Zjednoczonych, w stanie Arkansas, w hrabstwie Pope.